# Flyvende Beton
|  | Denne artikel er oprettet af botten PalnaBot ud fra en ekstern database. Den kan derfor have sproglige fejl eller mangler. Denne skabelon kan fjernes efter kontrol af indholdet. |

Flyvende Beton er en film instrueret af Steen Møller Rasmussen.

## Handling
Rapport om forløbet af FLYVENDE BETON, nordisk kunstprojekt i København 23. juli-15. september 1984. Deltagende kunstnere: Grønland: Jessie Kristensen. Finland: Pekka Nevaleinen / Hannu Siren. Sverige: Vassil Simittchiev / Lars Ekholm. Island: Ruri / Jon Gunnar Arnason. Norge: Helge Røed. Danmark: William Louis Sørensen / Finn Nielsen / Ole Broager / Claes Birch.